# Sagogn
Sagogn (tot 1943 officieel in het Duits Sagens; Italiaans (verouderd): Secagno of Segogno) is een gemeente en plaats in het Zwitserse kanton Graubünden, en maakt deel uit van het district Surselva.
Sagogn telt eind 2013 673 inwoners. Zij zijn gemengd rooms-katholiek en gereformeerd. De officiële taal is (Surselvisch) Reto-Romaans.
Sagogn ligt op een vlakte tegen een berg. Het dorp heeft een katholieke kerk, aan de oostkant van het dorp zijn resten van een muur te zien van een vroegmiddeleeuwse zaalkerk.
In het dal onder Sagogn ligt sinds 2008 de Golfplatz Sagogn-Schluein.